# Live at Dizzy’s Club: The Music of Elvin & McCoy
Live at Dizzy’s Club: The Music of Elvin & McCoy ist ein Jazzalbum von Gerald Cannon. Die am 3. und 4. Juni 2022 im Dizzy's Club im Lincoln Center in New York City entstandenen Aufnahmen erschienen am 18. Januar 2024 auf Woodneck Records.

## Hintergrund
Gerald Cannon hat mit Live at Dizzy's Club: The Music of Elvin & McCoy zwei Jazzgrößen gewürdigt, McCoy Tyner und Elvin Jones, mit denen er als Bassist 14 bzw. neun Jahre lang zusammengearbeitet hatte. Im Juni 2022 stellte Cannon ein All-Star-Septett zusammen, um Kompositionen seiner verstorbenen Freunde und Musikerkollegen in einem Konzert im Dizzy’s Club in New York City aufzuführen. Vier Bläser bildeten die Frontline des Ensembles; der Tenorsaxophonist Joe Lovano, Trompeter Eddie Henderson, Altsaxophonist Sherman Irby und der Posaunist Steve Turre. Zur Rhythmusgruppe gehören neben Cannon am Bass der Pianist Dave Kikoski und der Schlagzeuger Lenny White.

## Titelliste
- Gerald Cannon: Live at Dizzy's Club: The Music of Elvin & McCoy (Woodneck Records)[1]

1. EJ's Blues (Elvin Jones) 8:47
2. Three Elders (Gerald Cannon) 6:35
3. Three Card Molly (Elvin Jones) 10:34
4. Search for Peace 7:47
5. Blues in the Minor 11:16
6. Home 8:33
7. Contemporary Focus 13:38
8. Inception 5:08

Wenn nicht anders vermerkt, stammen die Kompositionen von McCoy Tyner.

## Rezeption
Nach Ansicht von Jack Bowers, der das Album in All About Jazz rezensierte, ist dies eine respektable Bläser-Session mit fähigen Soli von allen Beteiligten, wenn auch etwas weniger, als man von einem so angesehenen Ensemble erwarten würde. Obwohl diese Session in vielerlei Hinsicht bewundernswert sei, scheint sie eher methodisch als inspiriert zu sein, trotz einiger lobenswerter [solistischer] Leistungen und einer insgesamt soliden rhythmischen Stimmung Cannons und seinen Teamkollegen. Es dürfte kein Zweifel daran bestehen, dass Cannons Herz am rechten Fleck war, seine Auswahl an Sidemen großartig und die Gewürdigten Jones und Tyner sowohl erstklassige Autoren als auch Interpreten waren. Das Ergebnis sei ein sehr gutes Konzert, das dieses Niveau nie unterschreite, aber aus ungeklärten Gründen auch selten darüber steige. Dennoch sei es durchaus hörenswert.
Als Schüler des großen Milt Hinton würde Cannon genau wissen, wie man eine Basslinie führt, so wie er es mit elegantem Swing auf „EJ’s Blues“ beherrsche, dem Eröffnungsstück des Albums, schrieb Frank Alkyer, der ihm im Down Beat viereinhalb (von fünf) Sternen verlieh. Das Lieblingsstück des Rezensenten sei die Cannon-Komposition mit dem Titel „Three Elders“. Es ist eine wunderschöne Ballade, die mit Hendersons klagender Trompete und dem Schimmern von Whites Becken beginne und sich in einem Noir-Tempo entwickele, das mitreißend sei. Er schrieb es zu Ehren von Elvin und McCoy, aber der dritte Älteste, auf den sich der Titel bezieht, ist Cannons langjähriger Freund und Bandkollege, der 2019 verstorbene Pianist Larry Willis. (Willis und Cannon waren Ende der 1990er Jahre und Anfang der 2000er Jahre feste Mitglieder von Roy Hargroves Band.) Es sei eine würdige und liebevolle Hommage.